# AHS Krab
El AHS Krab (en polaco: para Cangrejo) es un obús autopropulsado de 155 mm sobre orugas, compatible con sistemas similares de OTAN, diseñado y producido en Polonia por la combinación de los centros de producción de  Huta Stalowa Wola (en polaco: Centrum Produkcji Wojskowej), Centro de Producción de Maquinaria Pesada para el Ejército OBRUM (OBRUM por la sigla de Ośrodek Badawczo-Rozwojowy Urządzeń Mechanicznych – en polaco: para Centro de Investigación para Maquinarias y Aplicaciones Mecánicas) basándose en el experimentado chasis UPG, una variante licenciada de la torreta AS-90M Braveheart incluido su cañón de 52 calibres de longitud y con WB Electronics, encargándose de sistemas electrónicos y del Sistema de Control de Tiro para la Artillería Topaz. Esta pieza de artillería autopropulsada está equipada con el motor ES S12U y otros elementos (como los trenes de rodaje y suspensión) del anterior carro de combate  PT-91 Twardy (versión del T-72 de producción local y ahora dados de baja). El AHS Krab aún se encuentra en pruebas y dada su importancia su desarrollo es supervisado en conjunto con el Ejército de Polonia. La versión 2011 está ahora equipada con el cañón de manufactura franco-polaca entre Nexter Systems para los sistemas balísticos del cañón y su caña siendo producida mediante la asesoría de ingenieros franceses a HSW.

## Historia
Para el desarrollo del sistema blindado de artillería en cuestión se tomó en consideración para su chasis cada una de las diversas plataformas motrices de las que disponía el Ejército de Polonia:
- El MT-LB.
- El T-72
- El chasis UPG

Se hicieron adaptaciones a cada uno, incluidas las del montaje de una torreta con un obús funcional; y dados los resultados en las pruebas de desempeño a las que se sometieron los diferentes demostradores, se decidió que este último era el más adecuado, dada su motorización, y que en aspectos de logística era más fácil de mantener y compartía muchas más partes con los carros de combate que con unos blindados ya de por sí obsoletos y de los que no se disponían suficientes partes de repuesto; aparte de que era una plataforma bastante moldeable, en caso de ser necesaria su actualización.
Los primeros dos ejemplares del obús autopropulsado estaban equipados con las torretas y los sistemas provistos por Vickers, y actualmente se decidió el reemplazarlos como el arma estándar de las unidades remanentes del lote de introducción del escuadrón de demostración, y se sustituyeron por el cañón del proyecto Regina. Esto cubre hasta ocho cañones y vehículos de comando; que se construyeron usando como base un chasis MT-LB, más los vehículos de reamunicionamiento y de reparación de los sistemas de armamento y de electrónica, así como los de control de tiro y entre otros.
En las preseries de producción y en los prototipos los cañones se reemplazaron por los que se adquirieron a la firma de sistemas de defensa francesa Nexter. Los disparos de prueba en estos módulos actualizados se hicieron bajo la supervisión del fabricante francés; que realizó de manera mensual hasta fines de año (el tercer cañón se probó en presencia del Alto mando de la Inspectoría de Armamentos y del Alto mando de la Oficina de Control y Mando de los sistemas de Misiles y del Arma de Artillería de las Fuerzas Militares de Polonia el día 10 de agosto). Estas se llevaron a cabo en el Centro Dinámico de Pruebas del WITU (en polaco: Wojskowy Instytut Techniczny Uzbrojenia, Instituto Técnico Militar de Armamentos) en la localidad de Stalowa Wola. Los primeros disparos del tercero de los Krab completos (de los cuales cada uno recibió mejoras en los elementos de electrónica de a bordo, desarrollados por WB Electronics) se efectuaron el 29 de julio de 2011. Las tasas de concentración de fuego junto a otras variantes se probaron en dichos ensayos.
Para el obús, que se desarrolló basándose en el programa de trabajo del proyecto "Regina", que propuso la creación de un cañón de 155 mm producido localmente y que fuera desplegado en breve por el Ejército de Polonia y que sirviera al nivel de una división activa. Para septiembre de 2011, 8 obuses autopropulsado totalmente funcionales y de preserie habían sido construidos por Huta Stalowa Wola SA. Las unidades iniciales actualmente se usan para las pruebas conducidas por el Ejército de Polonia. Todas estas unidades; tanto las de preserie como las que se habrán de entregar en próximas fechas, incluirán en su equipamiento el módulo de control de artillería "Regina". Una vez se modernicen las versiones de prototipo se espera que formen parte de al menos 3 escuadrones; cada uno compuesto de 24 vehículos, y que el total de los sistemas sean de 72 unidades.
Se planea el producir más unidades para su uso local en el 2018, asimismo se considera su venta al exterior.

## Características
Las actuales caracetrísticas pueden ser objeto de mejora, se refieren solamente a modo informativo:
| Especificaciones             | Valor (en cm/m/kg/porcentaje) | Medida         |
| ---------------------------- | ----------------------------- | -------------- |
|                              |                               |                |
| Calibre del arma principal   | 155                           | (mm)           |
| Cadencia de disparo          | 6                             | (disparos/min) |
| Longitud del cañón           | 52                            | (calibres)     |
| Alcance efectivo             | 40                            | (km)           |
| Elevación del cañón          | 70                            | (grados)       |
| Depresión del cañón          | -5                            | (grados)       |
| Munición del cañón           | 60                            | (proyectiles)  |
| Tripulación                  | 5                             | Hombres        |
| Peso                         | 49.680                        | (kg)           |
| Potencia motora              | 838                           | (h.p.)         |
| Relación peso/potencia       | 16,86                         | (h.p./t)       |
| Presión al suelo             | 0,55                          | (kg/sm2)       |
| Ancho                        | 3480                          | (mm)           |
| Altura                       | 3412                          | (mm)           |
| Longitud total               | 11,717                        | (m)            |
| Altura al suelo              | 440                           | (mm)           |
| Velocidad máxima             | 60                            | (km/h)         |
| Rango máximo operacional     | 650                           | (km)           |
| Vadeo (sin preparación)      | 1000                          | (mm)           |
| Paso inclinado               | 60                            | (%)            |
| Paso en inclinación vertical | 40                            | (%)            |
| Paso en inclinación vertical | 800                           | (mm)           |
| Paso en trincheras           | 2800                          | (mm)           |

## Usuarios
- Polonia - 120 unidades.[3]

- Ucrania  - 18 Unidades, en el marco de la asistencia polaca por el Conflicto ruso-ucraniano de 2022.[4] 54 unidades pedidas.

### Desarrollos relacionados
- AS-90 Braveheart
- K-9 Thunder
- PT-91 Twardy

### Vehículos similares
- PZH-2000
- TAM VCA
- Obús autopropulsado M108
 Obús autopropulsado M109
 Obús autopropulsado M110
  Obús autopropulsado NLOS
- Sholef
- OTO Melara Palmaria (artillería)
- Tipo 75
  Tipo 99
- 2S19 Msta
- SSPH Primus
- G6 Rhino
- T-155 Fırtına

### Videos
- Video del Fabricante en YouTube.
- entrevista con el Fabricante en YouTube.

- Datos: Q389052
- Multimedia: AHS Krab / Q389052